# Gustavo Escobar
Gustavo Escobar (* 24. März 2006 in West Palm Beach, Palm Beach County, Florida als Gustavo Quiroz Jr.) ist ein US-amerikanischer Schauspieler.

## Leben
Escobar wurde am 24. März 2006 in West Palm Beach geboren. Er hat einen jüngeren Bruder namens Julian. Mit seinem Bruder und seinen Eltern lebt er in Los Angeles. Er debütierte 2013 in dem Film Pain & Gain mit Dwayne Johnson und Mark Wahlberg in einer Nebenrolle. 2017 übernahm er eine größere im Katastrophenfilm Oceans Rising. Es folgten Episodenrollen in verschiedenen Fernsehserien wie Being Mary Jane, Real Rob, Criminal Minds, Navy CIS: L.A., The Politician und Shameless. 2018 übernahm er Besetzungen in den Filmen Peppermint: Angel of Vengeance und Plötzlich Familie.

## Filmografie
- 2013: Pain & Gain
- 2013: Sunlight Jr.
- 2016: Left Behind (Kurzfilm)
- 2017: Oceans Rising
- 2017: Being Mary Jane (Fernsehserie, Episode 4x17)
- 2017: Real Rob (Fernsehserie, Episode 2x06)
- 2017: Criminal Minds (Fernsehserie, Episode 13x05)
- 2018: Akeda (Kurzfilm)
- 2018: Peppermint: Angel of Vengeance (Peppermint)
- 2018: Navy CIS: L.A. (NCIS: Los Angeles) (Fernsehserie, Episode 10x01)
- 2018: Off the Rails
- 2018: Endgame (Kurzfilm)
- 2018: Plötzlich Familie (Instant Family)
- 2019: The Politician (Fernsehserie, Episode 2x06)
- 2020: Shameless (Fernsehserie, Episode 10x09)
- 2020: DNA Killer
- 2020: Dummy (Mini-Serie, 2 Episoden)
- 2021: The Potwins (Fernsehserie, 2 Episoden)
- 2022: Across the Rails
- 2022: The Fabelmans